# Pireneitega spinivulva
Pireneitega spinivulva là một loài nhện trong họ Amaurobiidae.
Loài này thuộc chi Pireneitega. Pireneitega spinivulva được Eugène Simon miêu tả năm 1880.